# Franco-Nunavois
Les Franco-Nunavois sont les francophones du territoire canadien du Nunavut.
On estime en 2016 qu'il y a 625 francophones au Nunavut.

## Histoire
L'usage de la langue française est ancien au Nunavut, puisque des équipages de baleiniers francophones parcouraient les eaux. En 1869, la Compagnie de la Baie d'Hudson cède la Terre de Rupert, comprenant le Nunavut, au gouvernement canadien; diverses créations de provinces et cessions de territoires ne laissent que les Territoires du Nord-Ouest en 1912.
Le capitaine Joseph-Elzéar Bernier parcourt le territoire entre 1904 et 1920 au nom du gouvernement canadien. Des missionnaires Oblats fondent plusieurs paroisses catholiques entre 1910 et 1950. Les écoles aussi sont souvent gérées par des communautés religieuses francophones.
Le gouvernement canadien, souhaitant assurer sa souveraineté sur les Territoires du Nord-Ouest, met en œuvre une politique de sédentarisation et d'acculturation de la population inuite au milieu du XXe siècle. L'usage de l'anglais se répand alors. Une première coopérative inuite est toutefois fondée en 1959 au Québec. La coopération se popularise dans presque toutes les communautés et a pour effet de briser le monopole commercial de la Compagnie de la Baie d'Hudson et d'organiser politiquement la population tout en accélérant les contacts avec le Sud du pays.
Dans les années 1970, Frobisher Bay devient la principale ville des environs. La majeure partie des employés du gouvernement fédéral et du bureau régional de Bell Canada sont alors des francophones. L'Association des francophones de Frobisher Bay (AFFB) est donc fondée en 1981; elle devient l'Association des francophones d'Iqaluit (AFI) en 1987, à la suite du renommage de la ville. En 1983, L'AFFB obtient un permis du CRTC pour retransmettre le signal de la Télévision de Radio-Canada. Le centre communautaire d'Iqaluit est fondé en 1989. Le premier programme de français langue maternelle, de la 1re à la 6e année, est créé en 1993. La radio communautaire CFRT-FM est établie en 1994. Le Conseil scolaire francophone d'Iqaluit est mis sur pied en 1995. L'Association des francophones du Nunavut (AFN) est fondée en 1997. Le journal Le Toit du monde est lancé plus tard la même année. Le territoire du Nunavut est créé officiellement le 1er avril 1999 par scission des Territoires du Nord-Ouest. Le portail francophone Nordicité.com est fondé la même année. L'école des Trois-Soleils est fondée en 2001. La garderie Les Petits Nanooks est mise sur pied en 2002. La Commission scolaire francophone du Nunavut est fondée en 2004. La Société immobilière Franco-Nunavut est créée en 2007. La Coopérative Odyssée Nunavut est fondée en 2008 par le Conseil de coopération du Nunavut.

## Communautés et démographie
En 2006, le Nunavut comptait 465 personnes ayant le français comme langue maternelle, soit 1,6 % de la population. Le nombre de personnes pouvant s'exprimer en français s'élève toutefois à 1 165, soit 4 % de la population. À noter que la principale langue maternelle, chez 85 % de la population, n'est pas l'anglais mais l'inuktitut. De point de vue des langues parlées à la maison, 310 Franco-nunavois, autrement dit la majorité, résident dans la capitale Iqaluit.

## Drapeau franco-nunavois
Le drapeau franco-nunavois a été adopté en 2002.
Les couleurs (bleu et blanc) font référence au ciel arctique ainsi qu'à l'abondance de neige sur ce territoire.
On retrouve au centre du drapeau l'inukshuk (ᐃᓄᒃᓱ en inuktitut) qui est une « statue de pierres à l'image de l'homme construite par les peuples autochtones du territoire, qui symbolise la présence humaine ». Ce dernier est situé sous une forme d'igloo.

On retrouve au pied de l'inukshuk une fleur de pissenlit représentant la population franco-nunavoise. 

« À l'image de la francophonie canadienne et nunavoise, la fleur de pissenlit résiste, par son entêtement, aux coups et s'adapte à son environnement. Souple, le pissenlit se replie pour résister aux tempêtes, mais il redresse toujours la tête, fier de résister aux intempéries. »

## Institutions

### Éducation
Le Nunavut comptait des écoles primaires et secondaires de langue française administrées par des commissions scolaires gérées par des membres de la communauté. Les commissions scolaires sont :

## Langue
La langue maternelle des Franco-Nunavois est le français. Au Nunavut, les langues officielles sont l'anglais, le français, l'inuktitut et le inuinnaqtun. Les francophones au Nunavut représentent 1,3 % de la population.